# 丽齿舟蛾属
丽齿舟蛾属（学名：Himeropteryx）为舟蛾科的一个属。

## 下属物种
本属包括以下物种：
- 丽齿舟蛾 Himeropteryx miraculosa Staudinger, 1887
- Himeropteryx yui Okano, 1969